# ジェームズ・ハリウェル＝フィリップス
ジェームズ・オーチャード・ハリウェル＝フィリップス（James Orchard Halliwell-Phillipps、1820年6月21日 - 1889年1月3日）は、イギリスの文学研究者である。シェイクスピアの生涯に関する研究や、イングランドの童謡・童話の収集を行った。

## 生涯
トーマス・ハリウェルの子としてロンドンで生まれた。出生時の名前はジェームズ・オーチャード・ハリウェル(James Orchard Halliwell)だった。ケンブリッジ大学ジーザス・カレッジを卒業した。
古事物、特に初期の英文学の研究を行った。16歳のときに、週刊の学術雑誌『パルテノン』誌に47件の記事を寄稿した。1839年、ジョン・マンデヴィルの『東方旅行記』の編集を行った。1842年、『チェザム図書館のヨーロッパ写本について』(Account of the European manuscripts in the Chetham Library)と、新たに発見された15世紀の韻文ロマンスである"Torrent of Portugal"を出版した。
ケンブリッジ大学在学中の1841年、ビブリオマニアとして知られるトーマス・フィリップスに自著の"Reliquae Antiquae"を献呈した。フィリップスは、ミドルヒルにある自身の屋敷にハリウェルを招いてしばらく滞在させた。そこでハリウェルはフィリップスの娘のヘンリエッタと出会って恋に落ち、ハリウェルはすぐに求婚した。しかしこの頃、ハリウェルはケンブリッジ大学トリニティ・カレッジから写本を盗んだという疑いをかけられていた。起訴はされなかったものの、この件によりフィリップスは、ハリウェルと娘との結婚を認めなかった。そのため、1842年に2人は駆け落ちした。また、書誌学者のウィリアム・A・ジャクソンによれば、ハリウェルはフィリップスが保有する1603年刊行の『ハムレット』を盗み、蔵書印が押されたページを取り除いて大英博物館に売ったという。フィリップスは娘夫妻と会うことを生涯拒み、遺言でも、自身の蔵書をハリウェルが閲覧することを名指しで禁止した。
ハリウェルは1842年に"Nursery Rhymes of England"（イングランドの童謡）の初版を出版した。それに続く"Nursery Rhymes and Nursery Tales"（童謡と童話）には、初めて印刷された『三匹の子豚』と『クリスマスの12日間』が収録されている。
トリニティ・カレッジの写本を盗んだという疑惑から、大英博物館図書室は1845年にハリウェルを出入禁止にした。同年、ハリウェルはこの件に関する釈明を発表した。また、ハリウェルには、古書の原本で気に入った部分を切り抜いてスクラップブックに貼るという習慣があり、ビブリオフィリアから嫌われていた。ハリウェルは生涯で800冊の本から合計3600か所を切り抜いた。
1848年、ジョン・トーマス・ブライトによる挿絵が入った『シェイクスピアの生涯』(Life of Shakespeare)を刊行した。この本は重版され、1853年には批評家による注釈入りの豪華版を150部限定で刊行した。1870年以降は文芸批評をやめ、シェイクスピアの生涯の研究に専念することにした。ハリウェルは、シェイクスピアに関する利用可能な全ての文書を照らし合わせ、シェイクスピアが住んでいた地域も取材して、『シェイクスピアの生涯の概要』(Outlines of the Life of Shakespeare)としてまとめた。ハリウェルは、シェイクスピアの最後の居住地であるストラトフォード＝アポン＝エイヴォンのニュー・プレイスの土地・建物の購入とシェイクスピア博物館の設立に尽力した。
妻ヘンリエッタの祖父の遺言に基づき、1872年より複合姓の「ハリウェル＝フィリップス」を名乗るようになった。
カムデン協会、パーシー協会、シェイクスピア学会の活動に積極的に参加し、初期のイングランドやエリザベス朝時代の著作物の編集を行った。
1889年1月3日にイースト・サセックスで死去し、ホリングベリー近郊のパッチャムのオール・セインツ教会に埋葬された。

## 著作物
ハリウェル＝フィリップスの著作物は60冊を超える。以下はその一部である。
- (1841). Shakespeariana. J. R. Smith (reissued by Cambridge University Press, 2009; ISBN 978-1-108-00002-4)
- (1842). Cambridge Jokes: From the Seventeenth to the Twentieth Century. Thomas Stevenson, Tilt and Bogue (reissued by Cambridge University Press, 2009; ISBN 978-1-108-00122-9)
- (1846) A Dictionary of Archaic & Provincial Words, Obsolete Phrases, Proverbs & Ancient Customs, From the Fourteenth Century, Volume I A-I
- (1847) A Dictionary of Archaic & Provincial Words, Obsolete Phrases, Proverbs & Ancient Customs, From the Fourteenth Century, Volume II J-Z
- (1863) A Calendar of the Records at Stratford-on-Avon
- (1864) An Historical Account of the New Place, Stratford-Upon-Avon, the Last Residence of Shakespeare[10]
- (1866). A Hand-Book Index to the Works of Shakespeare: Including References to the Phrases, Manners, Customs, Proverbs, Songs, Particles, &c., Which Are Used or Alluded to by the Great Dramatist. J.E. Adlard (reissued by Cambridge University Press, 2009; ISBN 978-1-108-00121-2)
- (1884). The Stratford Records and the Shakespeare Autotypes. A brief review of singular delusions that are current at Stratford-on-Avon